# 横原悠毅
横原 悠毅（よこはら ゆうき、1996年9月13日 - ）は、日本の歌手、俳優、タレントであり、男性アイドルグループ・IMP.のメンバー。
静岡県浜松市出身。TOBE所属。

## 来歴
お笑いが大好きで芸人になりたかったが、芸人へのリスペクトが高まりすぎたため「俺には無理だ」と諦めた。一方、イケメンである自分はジャニーズにはなれると考え、2015年5月にジャニーズ事務所へ入所。
2020年10月16日、『ミュージックステーション2時間SP』で結成が発表されたIMPACTorsのメンバーに選ばれた。
2023年1月、『ダッドシューズ』で舞台単独初主演を務める。
2023年5月25日をもって、ジャニーズ事務所を退所する。7月14日、旧IMPACTorsのメンバー6人と共にTOBEに合流し、アイドルグループ・IMP.のメンバーとして活動することをYouTube生配信にて発表した。

## 出演
個人での出演のみ記載。グループとしての出演はジャニーズJr.解散グループ (2000年以降)#IMPACTors、IMP.#出演を参照。

### テレビ番組
- Soleいいね!（2024年10月1日 - 、SBSテレビ）-「ミッションです！横原くん」コーナー[9][10]

### 映画
- 滝沢歌舞伎 ZERO 2020 The Movie（2020年12月4日公開、松竹）[11]

### 舞台
- 東SixTONES×西関西ジャニーズJr.SHOW合戦（2017年2月18日 - 26日、新橋演舞場）[12]
- JOHNNYS' YOU&ME IsLAND（2017年9月6日 - 30日、帝国劇場）[13]
- 滝沢歌舞伎ZERO（2019年2月3日 - 25日、南座 / 4月10日 - 5月19日、新橋演舞場）[14][15]
- ABC座 ジャニーズ伝説2019（2019年10月7日 - 29日、日生劇場）[16]
- 虎者 NINJAPAN 2020（2020年10月10日 - 27日、新橋演舞場）[17]
- GARNET OPERA（2022年1月21日 - 30日、EX THEATER ROPPONGI）[注 2] - 木下藤吉郎（秀吉） 役[20]
- 世界でいちばん美しい〜鎌倉物語〜（2022年10月28日 - 11月6日、品川プリンスホテル ステラボール / 11月11日 - 13日、COOL JAPAN PARK OSAKA WWホール） - 主演・雪踏文彦 役（椿泰我とW主演）[21]
- ダッドシューズ（2023年1月26日 - 1月31日、シアター1010 / 2月4日 - 5日、COOL JAPAN PARK OSAKA WWホール） - 主演・若木翔 役[8][22]